# Gare routière de Toulouse
Pour les articles homonymes, voir Gare de Toulouse.
La gare routière de Toulouse ou gare routière Toulouse-Pierre-Semard est une gare routière située à Toulouse (Haute-Garonne), sur le boulevard Pierre-Semard. Située au centre de la ville, la gare routière est le terminus principal de nombreuses lignes d'autocars régionales, nationales ou internationales. Elle permet notamment la correspondance avec la gare de Toulouse-Matabiau et la station de métro Marengo - SNCF.

## Histoire
La gare routière est construite en 1995 par le conseil départemental. Avant l'arrivée des autocars « Macron », en juillet 2015, la gare accueillait 63 000 rotations départementales des cars de l'ancien réseau Arc-en-ciel, et 12 000 mouvements de cars régionaux.
Fin 2016, avec 120 mouvements quotidiens, et 18 000 départs longue destination les autocars Macron représentent 22 % du trafic autocar partant de Toulouse.

## Service aux voyageurs
La gare routière se situe au bord du canal du midi. Elle est propriété du conseil départemental de la Haute-Garonne. Elle jouxte la gare de Toulouse-Matabiau.
La gare est dotée d'un hall d’accueil et d'un hall de quais.

### Accueil

#### Hall d’accueil
L'entrée du hall se situe boulevard Pierre-Semard. Elle se réalise au travers de porte coulissantes automatique et d'un sas
Le hall dispose de différents guichets:
- transport internationaux: guichets eurolines
- guichets informations et billetterie pour les lignes locales
- guichet gratuité des transports

Le hall est meublé de sièges.
Il donne accès à des toilettes vétustes.
Un sas permet d'accéder au hall des quais.

#### Hall des quais
L'entrée de la gare se fait par le quai numéro 3, depuis le hall d'accueil, le long du boulevard Pierre-Semard et du Canal du Midi.
Les quais sont numérotés de 1 à 25, et sont disposés en épi. 
Le quai numéro 2 est situé en bordure d'une voie, et est utilisé par les arrivées de bus. Le quai numéro 1 est situé sur une autre voie, à gauche du quai numéro 2, et est utilisé par la navette aéroport de Tisséo. Alors que les quais 3 à 19 sont utilisés pour les départs des lignes régulières, les quais 20 à 25 sont destinés aux lignes de substitutions de la SNCF. Ils ne sont donc que rarement utilisés.
Les lignes régulières ne sont pas toujours affectées au même quai, l'information sur l'attribution des quais est disponible au hall d’accueil. Cette information est aussi donnée sur des grands tableaux d'affichages, précisant les horaires de départ ou d'arrivée, la destination ou la provenance de l'autocar, l'exploitant et le numéro de quai (s'il s'agit d'un départ). Des tableaux d'affichages dynamiques du même type sont disposés à chaque quai de départ, et donnent le nom du prochain autocar au départ, sa destination et son exploitant.
La gare est équipée de toilettes accessibles par un plan incliné.

### Desserte

#### Desserte nationale et internationale
De nombreux exploitants de lignes d'autocars proposent des dessertes internationales au départ de Toulouse. Parmi eux, on peut citer : BlaBlaCar Bus, Eurolines ou encore Flixbus. Ces exploitants proposent des liaisons vers les principales villes françaises, mais également beaucoup de liaisons internationales, surtout vers l'Espagne, du fait de la proximité de Toulouse avec le pays.

#### Desserte régionale
Au niveau régional, la gare routière de Toulouse est le terminus de très nombreuses lignes d'autocars depuis des communes d'Occitanie et surtout de Haute-Garonne. 
Le réseau régional liO compte 28 lignes qui ont pour terminus la gare routière, dont 22 desservant le département de la Haute-Garonne. Les six autres lignes desservent les départements voisions : il s'agit des lignes 452 (vers Saint-Girons), 756 (vers Graulhet), 760 (vers Castres) et 935 (vers Auch). 
Enfin, la navette Aéroport du réseau Tisséo part également de la gare routière. Elle permet, à partir d'une tarification spécifique, d'être le transport en commun le plus rapide pour rejoindre l'aéroport de Toulouse-Blagnac depuis le centre-ville de Toulouse et la gare Matabiau.

### Intermodalité
La gare routière de Toulouse est située à quelques dizaines de mètres de la gare de Toulouse-Matabiau. Cette proximité quasi directe lui permet de nombreuses correspondances avec le réseau ferré de la SNCF, et notamment des trains de grandes lignes TGV inOui, Ouigo, Intercités et Intercités de nuit. De très nombreux trains TER Occitanie desservent également la gare Matabiau depuis le reste de la région.
Pour rejoindre le reste de la ville de Toulouse, il y a également autour de la gare routière une offre très importante de transports en commun du réseau Tisséo. Tout d'abord, la station de métro Marengo – SNCF, desservie par des rames de la ligne A, permet de rejoindre une bonne partie de la ville rose. Cette station sera desservie par la future troisième ligne de métro, Toulouse Aerospace Express, à l'horizon 2028. 
De nombreuses lignes de bus du réseau Tisséo desservent aussi les abords de la gare routière. Trois arrêts sont situés à quelques dizaines de mètres de la gare routière. La ligne de bus à haut niveau de service Linéo 8 , bus à haut niveau de service Linéo 9 et les lignes 14 et Cimetières desservent l'arrêt Marengo - SNCF, alors que l'arrêt Matabiau - Gare-SNCF est desservi par les lignes 15 et 27  du réseau Tisséo. L'arrêt  Matabiau - Raynal est également desservi par la ligne 39 et Chantier Bonnefoy.

## Importance
Chaque année, un million de voyageurs transitent par cette gare routière
Nombre de déplacements annuels en autocar, arrivées et départs 150 000, dont:
- total 80 000 départs
- dont 36 000 sur le réseau LiO vers les communes hors du périmètre des transports urbains
- 8 000 départs régionaux
- 3 000 départs internationaux[11].

## Adresses
Les deux gares se trouvent boulevard Pierre-Semard côté pair.
Plusieurs adresses mitoyennes se trouvent à proximité:
- 64, boulevard Pierre-Semard 31000 Toulouse
- 70, boulevard Pierre-Semard 31000 Toulouse
- 68-70, boulevard Pierre-Semard[13].

## Tarifs
Le départ et l’arrivée d'un autocar sont facturés douze euros et demi.
Le stationnement de l'autocar est facturé 2,25 € pour une heure, 3,75 € pour deux heures, 5,35 € pour trois heures... (tarifs 2015).